# Winifred Blackman
Winifred Susan Blackman (ur. 12 grudnia 1872, zm. w grudniu 1950) – brytyjska egiptolożka, archeolożka i antropolożka, jedna z pierwszych kobiet uprawiających antropologię jako zawód.

## Życiorys
Urodziła się w Norwich jako córka pastora Jamesa Henry’ego Blackmana i Mary Anne Blackman (z domu Jacob). Była najstarszym z pięciorga dzieci. Rodzina przeprowadziła się do Oksfordu.
W latach 1912–1915 Blackman studiowała antropologię na Uniwersytecie Oksfordzkim, ale jej nie ukończyła. W latach 1912–1920 pracowała w Muzeum Uniwersyteckim Historii Naturalnej im. Pitta Riversa w Oksfordzie, katalogując zbiory. Asystowała prof. Henry’emu Balfourowi (1863–1939), kuratorowi w muzeum. Później przekazała kilka eksponatów do tego muzeum.
Większość lat dwudziestych i trzydziestych XX w. spędziła w Egipcie. Często współpracowała z bratem Aylwardem M. Blackmanem, który też był egiptologiem. Interesowała się szczególnie magiczno-rytualnymi wierzeniami i praktykami.
W 1927 opublikowała książkę The Fellahin of Upper Egypt (Fellahowie Górnego Egiptu), która stała się wzorcowym opracowaniem etnograficznym tej części Egiptu. Później skupiła się na zwyczajach, wierzeniach i obrzędach współczesnych sobie Egipcjan. W latach 1926–1933 zebrała 4 tysiące przedmiotów. W Egipcie spędziła 19 sezonów badawczych. Przez większość roku mieszkała w Kairze. W latach 1927–1932 otrzymywała wsparcie finansowe m.in. od magnata branży farmaceutycznej, Henry'ego Wellcome'a, który zlecił jej pozyskanie eksponatów do jego prywatnego Muzeum Historii Medycyny.
Była członkinią Królewskiego Instytutu Antopologicznego oraz Królewskiego Towarzystwa Azjatyckiego.
Po wybuchu II wojny światowej wróciła do Wielkiej Brytanii. W 1950 w wyniku psychicznego załamania po śmierci młodszej siostry Elsie trafiła do psychiatrycznego Szpitala Północnowalijskiego w Denbigh. Niedługo później zmarła na udar i niewydolność krążenia.

## Wybrane prace
- The Magical and Ceremonial Uses of Fire, „Folklore”, 27 (1916), nr 4, s. 352–377.
- The Rosary in Magic and Religion, „Folklore”, 29 (1918), nr 4, s. 255–280.
- Traces in Couvade (?) in England, „Folklore”, 29 (1918), nr 4, s. 319–321.
- Some beliefs among the Egyptian peasants with regard to 'afarit', „Folklore”, 35 (1924), nr 2, s. 176–184.
- The Fellahin of Upper Egypt. Their Religious, Social and Industrial Life To-Day with Special Reference to Survivals from Ancient Times, 1927 (przetłumaczona na francuski w 1948 i arabski w 1995)[5].